# Bolívia az 1996. évi nyári olimpiai játékokon
Bolívia az egyesült államokbeli Atlantában megrendezett 1996. évi nyári olimpiai játékok egyik részt vevő nemzete volt. Az országot az olimpián 5 sportágban 8 sportoló képviselte, akik érmet nem szereztek.

## Atlétika
Férfi
| Versenyző           | Versenyszám | Előfutam | Előfutam | Előfutam | Negyeddöntő | Negyeddöntő | Negyeddöntő | Elődöntő | Elődöntő | Elődöntő | Döntő   | Döntő    |
| Versenyző           | Versenyszám | Idő      | Hely.    | Össz.    | Idő         | Hely.       | Össz.       | Idő      | Hely.    | Össz.    | Idő     | Helyezés |
| ------------------- | ----------- | -------- | -------- | -------- | ----------- | ----------- | ----------- | -------- | -------- | -------- | ------- | -------- |
| Jorge Castellón     | 100 m       | 10,74    | 9.       | 80.*     | kiesett     | kiesett     | kiesett     | kiesett  | kiesett  | kiesett  | kiesett | kiesett  |
| Policarpio Calizaya | Maraton     |          |          |          |             |             |             |          |          |          | 2:33:08 | 91.      |

Női
| Versenyző       | Versenyszám     | Eredmény | Helyezés |
| --------------- | --------------- | -------- | -------- |
| Geovanna Irusta | 10 km gyaloglás | 47:13    | 34.      |

* - egy másik versenyzővel azonos eredményt ért el

## Kerékpározás

### Pálya-kerékpározás
Sprintversenyek
| Versenyző      | Versenyszám  | Selejtező | Selejtező | 1. forduló                  | Vigaszág                    | Vigaszág | 2. forduló           | Vigaszág               | Vigaszág | Nyolcaddöntő         | Vigaszág               | Vigaszág | Negyeddöntő          | 5–8. helyért           | 5–8. helyért | Elődöntő             | Döntő                | Helyezés |
| Versenyző      | Versenyszám  | Idő       | Hely.     | Ellenfél Győztes idő        | Ellenfelek Győztes idő      | Hely.    | Ellenfél Győztes idő | Ellenfelek Győztes idő | Hely.    | Ellenfél Győztes idő | Ellenfelek Győztes idő | Hely.    | Ellenfél Győztes idő | Ellenfelek Győztes idő | Hely.        | Ellenfél Győztes idő | Ellenfél Győztes idő | Helyezés |
| -------------- | ------------ | --------- | --------- | --------------------------- | --------------------------- | -------- | -------------------- | ---------------------- | -------- | -------------------- | ---------------------- | -------- | -------------------- | ---------------------- | ------------ | -------------------- | -------------------- | -------- |
| Claus Martínez | Férfi egyéni | 12,341    | 24.       | Gary Neiwand (AUS) · 14,373 | William Clay (USA) · 11,191 | 2.       | kiesett              | kiesett                | kiesett  | kiesett              | kiesett                | kiesett  | kiesett              | kiesett                | kiesett      | kiesett              | kiesett              | kiesett  |

## Műugrás
Férfi
| Versenyző     | Versenyszám        | Selejtező | Selejtező | Elődöntő | Elődöntő | Döntő   | Döntő    |
| Versenyző     | Versenyszám        | Pont      | Helyezés  | Pont     | Helyezés | Pont    | Helyezés |
| ------------- | ------------------ | --------- | --------- | -------- | -------- | ------- | -------- |
| Tony Iglesias | Egyéni műugrás     | 307,83    | 27.       | kiesett  | kiesett  | kiesett | kiesett  |
| Tony Iglesias | Egyéni toronyugrás | 290,16    | 30.       | kiesett  | kiesett  | kiesett | kiesett  |

## Úszás
Férfi
| Versenyző     | Versenyszám    | Előfutam | Előfutam | Előfutam | Döntő   | Döntő   | Döntő   | Helyezés |
| Versenyző     | Versenyszám    | Idő      | Hely.    | Össz.    | Típus   | Idő     | Hely.   | Helyezés |
| ------------- | -------------- | -------- | -------- | -------- | ------- | ------- | ------- | -------- |
| David Pereyra | 100 m pillangó | 1:01,63  | 5.       | 58.      | kiesett | kiesett | kiesett | kiesett  |

Női
| Versenyző       | Versenyszám | Előfutam | Előfutam | Előfutam | Döntő   | Döntő   | Döntő   | Helyezés |
| Versenyző       | Versenyszám | Idő      | Hely.    | Össz.    | Típus   | Idő     | Hely.   | Helyezés |
| --------------- | ----------- | -------- | -------- | -------- | ------- | ------- | ------- | -------- |
| Ximena Escalera | 100 m hát   | 1:11,70  | 3.       | 35.      | kiesett | kiesett | kiesett | kiesett  |

## Vívás
Férfi
| Versenyző     | Versenyszám  | Selejtező                  | 32-es főtábla     | Nyolcaddöntő      | Negyeddöntő       | Elődöntő          | Bronz- mérkőzés   | Döntő             | Helyezés |
| Versenyző     | Versenyszám  | Ellenfél Eredmény          | Ellenfél Eredmény | Ellenfél Eredmény | Ellenfél Eredmény | Ellenfél Eredmény | Ellenfél Eredmény | Ellenfél Eredmény | Helyezés |
| ------------- | ------------ | -------------------------- | ----------------- | ----------------- | ----------------- | ----------------- | ----------------- | ----------------- | -------- |
| Miguel Robles | Kard, egyéni | Raúl Peinador (ESP) · 7–15 | kiesett           | kiesett           | kiesett           | kiesett           | kiesett           | kiesett           | 40.      |